# Wereldkampioenschap voetbal 1974 (kwalificatie CAF)
In totaal schreven 22 landen zich in om mee te doen aan de kwalificatie van het Wereldkampioenschap voetbal 1974. Twee van deze landen trokken zich echter terug (Madagaskar en Gabon) zonder een wedstrijd te spelen. Er was 1 plek beschikbaar voor de landen uit het Afrikaanse continent, Zaïre zou zich voor de eerste keer kwalificeren voor het hoofdtoernooi. In de finalegroep was dat land sterker dan Zambia en Marokko. De kwalificatie duurde van 2 maart 1972 tot en met 9 december 1973.

## Opzet
Eerste ronde: Alle landen (24) doen mee aan deze ronde. Er spelen steeds twee landen 2 keer tegen elkaar, een uit- en thuiswedstrijd. De winnaar over twee wedstrijden plaatst zich voor de volgende ronde.

Tweede ronde: De winnaars uit de eerste ronde (12 landen) doen mee. Er spelen steeds twee landen 2 keer tegen elkaar, een uit- en thuiswedstrijd. De winnaar over twee wedstrijden plaatst zich voor de volgende ronde.

Derde ronde: De winnaars uit de tweede ronde (6 landen) doen mee. Er spelen steeds twee landen 2 keer tegen elkaar, een uit- en thuiswedstrijd. De winnaar over twee wedstrijden plaatst zich voor de volgende ronde.

Finaleronde: De winnaars uit de derde ronde (3 landen) doen mee. Er wordt één groep gevormd en de landen spelen allemaal 2 keer tegen elkaar. De winnaar van de groep kwalificeert zich voor het hoofdtoernooi.

## Gekwalificeerd land
| FIFA-lid | Kwalificatie | Aantal dln. (incl. 1974) | Dln. op rij | Eerste dln. | Laatste dln. | Titels (excl. 1974) | Beste prestatie |
| -------- | ------------ | ------------------------ | ----------- | ----------- | ------------ | ------------------- | --------------- |
| Zaïre    | Finaleronde  | 1e                       | 1           | n.v.t.      | n.v.t.       | n.v.t.              | n.v.t.          |

## Wedstrijden
Het aantal Afrikaanse landen, dat meedeed aan de WK-voorronde verdubbelde zich van 11 naar 22 landen. Van de landen, die tijdens het kwalificatie-toernooi van 1970 de finalepoule haalde, haalde alleen de deelnemer van dat WK Marokko de beslissende ronde. Marokko versloeg Ivoorkust in de derde ronde. Soedan werd al in de eerste ronde uitgeschakeld door Kenia, terwijl Nigeria het in de tweede ronde niet redde tegen Ghana. De thuiswedstrijd in Lagos werd ontsierd door rellen bij een 2-3 stand voor Ghana, de FIFA strafte Nigeria met een reglementaire 2-0 nederlaag. Ook Egypte en Tunesië geraakten niet ver: in de eerste ronde speelden ze tegen elkaar, Tunesië won de return met 2-0 na eerder verloren te hebben, in de tweede ronde was Ivoorkust te sterk.
Een land om rekening mee te houden was Zaïre, het tam werd nauwlettend in de gaten gehouden door dictator Mobutu, die de propagandistische waarde van een succesvol nationaal team inzag. Zaïre had een beslissingswedstrijd nodig om Kameroen te verslaan en in de derde ronde rekende men af met Ghana. Zambia complementeerde het drietal finalisten door Kenia te verslaan.

### Eerste ronde
|                  |         |       |         | |
| 19 november 1972 | Marokko | 0 – 0 | Senegal | Plaats: Agadir, Marokko Stadion: Stade Al Inbiaâte Toeschouwers: 10.650 Scheidsrechter: Antonio Camacho Jiménez (ESP) |
| 19 november 1972 |         |       |         | Plaats: Agadir, Marokko Stadion: Stade Al Inbiaâte Toeschouwers: 10.650 Scheidsrechter: Antonio Camacho Jiménez (ESP) |

|                 |         |       |                           | |
| 3 december 1972 | Senegal | 1 – 2 | Marokko                   | Plaats: Dakar, Senegal Stadion: Stade Demba Diop Toeschouwers: 9.860 Scheidsrechter: Major George Lamptey (GHA) |
| 3 december 1972 | Diop 2' |       | 26' Ghazouani 72' Choukri | Plaats: Dakar, Senegal Stadion: Stade Demba Diop Toeschouwers: 9.860 Scheidsrechter: Major George Lamptey (GHA) |

Marokko won met 2–1 over twee wedstrijden en plaatst zich voor de tweede ronde.
|              |           |       |        | |
| 2 maart 1972 | Algerije  | 1 – 0 | Guinee | Plaats: Algiers, Algerije Stadion: Stadion van 5 juli 1962 Toeschouwers: 15.267 Scheidsrechter: Robert Héliès (FRA) |
| 2 maart 1972 | Kalem 65' |       |        | Plaats: Algiers, Algerije Stadion: Stadion van 5 juli 1962 Toeschouwers: 15.267 Scheidsrechter: Robert Héliès (FRA) |

|               |                                                                       |       |            | |
| 12 maart 1972 | Guinee                                                                | 5 – 1 | Algerije   | Plaats: Conakry, Guinee Stadion: Stade du 28 Septembre Toeschouwers: 18.000 Scheidsrechter: Mamadou Mabel Ba (MLI) |
| 12 maart 1972 | Camara 28' Petit Sory 36' Soumah 54' (pen.) Souleymane 78' Samuel 82' |       | 62' Gamouh | Plaats: Conakry, Guinee Stadion: Stade du 28 Septembre Toeschouwers: 18.000 Scheidsrechter: Mamadou Mabel Ba (MLI) |

Guinee won met 5–2 over twee wedstrijden en plaatst zich voor de tweede ronde.
|                 |                           |       |              | |
| 8 december 1972 | Egypte                    | 2 – 1 | Tunesië      | Plaats: Caïro, Egypte Stadion: Nasser Stadium Toeschouwers: 11.707 Scheidsrechter: Nikolaos Zlatanos (GRE) |
| 8 december 1972 | Khalil 10' Abdelrazak 69' |       | 61' Chakroun | Plaats: Caïro, Egypte Stadion: Nasser Stadium Toeschouwers: 11.707 Scheidsrechter: Nikolaos Zlatanos (GRE) |

|                  |                         |       |        | |
| 17 december 1972 | Tunesië                 | 2 – 0 | Egypte | Plaats: Tunis, Tunesië Stadion: Stade El Menzah Toeschouwers: 32.178 Scheidsrechter: Doğan Babacan (TUR) |
| 17 december 1972 | Chakroun 16' Habita 71' |       |        | Plaats: Tunis, Tunesië Stadion: Stade El Menzah Toeschouwers: 32.178 Scheidsrechter: Doğan Babacan (TUR) |

Tunesië won met 3–2 over twee wedstrijden en plaatst zich voor de tweede ronde.
|                 |              |              |           | |
| 15 oktober 1972 | Sierra Leone | 0 – 1        | Ivoorkust | Plaats: Freetown, Sierra Leone Stadion: Reckrie Stadion Toeschouwers: 9.200 Scheidsrechter: Jean-Louis Faber (GUI) |
| 15 oktober 1972 |              | 32' Ouattara |           | Plaats: Freetown, Sierra Leone Stadion: Reckrie Stadion Toeschouwers: 9.200 Scheidsrechter: Jean-Louis Faber (GUI) |

|                 |                         |       |              | |
| 29 oktober 1972 | Ivoorkust               | 2 – 0 | Sierra Leone | Plaats: Abidjan, Ivoorkust Stadion: Stade Félix Houphouët-Boigny Toeschouwers: 4.135 Scheidsrechter: Moustapha N'Gom (SEN) |
| 29 oktober 1972 | Kouamé 42' Ouattara 72' |       |              | Plaats: Abidjan, Ivoorkust Stadion: Stade Félix Houphouët-Boigny Toeschouwers: 4.135 Scheidsrechter: Moustapha N'Gom (SEN) |

Ivoorkust won met 3–0 over twee wedstrijden en plaatst zich voor de tweede ronde.
|              |                          |       |        | |
| 16 juli 1972 | Kenia                    | 2 – 0 | Soedan | Plaats: Nairobi, Kenia Stadion: Nairobi Citystadion Toeschouwers: 11.057 Scheidsrechter: Ayele Tessema (ETH) |
| 16 juli 1972 | Anyanzwa 44' W. Ouma 65' |       |        | Plaats: Nairobi, Kenia Stadion: Nairobi Citystadion Toeschouwers: 11.057 Scheidsrechter: Ayele Tessema (ETH) |

|              |           |       |       | |
| 23 juli 1972 | Soedan    | 1 – 0 | Kenia | Plaats: Khartoem, Soedan Stadion: Khartoum Stadion Toeschouwers: 10.470 Scheidsrechter: Mahmoud Moustapha Kamel (EGY) |
| 23 juli 1972 | Osman 40' |       |       | Plaats: Khartoem, Soedan Stadion: Khartoum Stadion Toeschouwers: 10.470 Scheidsrechter: Mahmoud Moustapha Kamel (EGY) |

Kenia won met 2–1 over twee wedstrijden en plaatst zich voor de tweede ronde.
|                  |             |       |                 | |
| 25 november 1972 | Tanzania    | 1 – 1 | Ethiopië        | Plaats: Dar es Salaam, Tanzania Stadion: Tanzania National Stadium Toeschouwers: 14.255 Scheidsrechter: Alfred John Olimba (KEN) |
| 25 november 1972 | Mashoto 58' |       | 30' Gebremedhin | Plaats: Dar es Salaam, Tanzania Stadion: Tanzania National Stadium Toeschouwers: 14.255 Scheidsrechter: Alfred John Olimba (KEN) |

|                 |          |       |          | |
| 3 december 1972 | Ethiopië | 0 – 0 | Tanzania | Plaats: Addis Abeba, Ethiopië Stadion: Haile Selassie Stadium Toeschouwers: 19.430 Scheidsrechter: Abdel Rahman El-Khider Ali (SUD) |
| 3 december 1972 |          |       |          | Plaats: Addis Abeba, Ethiopië Stadion: Haile Selassie Stadium Toeschouwers: 19.430 Scheidsrechter: Abdel Rahman El-Khider Ali (SUD) |

De stand was na twee wedstrijden gelijk (1–1), dus werd er een extra play-off gespeeld.
Play-off
|                  |                               |       |          | |
| 10 december 1972 | Ethiopië                      | 3 – 0 | Tanzania | Plaats: Addis Abeba, Ethiopië Stadion: Haile Selassie Stadium Toeschouwers: 7.201 Scheidsrechter: Ahmed Gindil Saleh (SUD) |
| 10 december 1972 | Ingdawerk 5', 12' Tesfaye 44' |       |          | Plaats: Addis Abeba, Ethiopië Stadion: Haile Selassie Stadium Toeschouwers: 7.201 Scheidsrechter: Ahmed Gindil Saleh (SUD) |

Ethiopië plaatst zich na deze play-off voor de tweede ronde.
|               |         |       |        |                                                                                       |
| 30 april 1972 | Lesotho | 0 – 0 | Zambia | Plaats: Maseru, Lesotho Stadion: Setsoto Stadion Scheidsrechter: Manyoto Ndimbo (TAN) |
| 30 april 1972 |         |       |        | Plaats: Maseru, Lesotho Stadion: Setsoto Stadion Scheidsrechter: Manyoto Ndimbo (TAN) |

|             |                                                    |       |             | |
| 4 juni 1972 | Zambia                                             | 6 – 1 | Lesotho     | Plaats: Ndola, Zambia Stadion: Dag Hammarskjöldstadion Toeschouwers: 11.457 Scheidsrechter: Jules Ratsitohara (MAD) |
| 4 juni 1972 | Mapulanga 25' Chitalu 35', 80' Mwila 40', 67', 72' |       | 30' Thietsi | Plaats: Ndola, Zambia Stadion: Dag Hammarskjöldstadion Toeschouwers: 11.457 Scheidsrechter: Jules Ratsitohara (MAD) |

Zambia won met 6–1 over twee wedstrijden en plaatst zich voor de tweede ronde.
|                 |                        |       |                   | |
| 5 augustus 1972 | Nigeria                | 2 – 1 | Congo-Brazzaville | Plaats: Ibadan, Nigeria Stadion: Liberty Stadium Toeschouwers: 20.056 Scheidsrechter: Louis de Gonzague Atangana (CMR) |
| 5 augustus 1972 | Olayombo 66' Mambo 77' |       | 2' M'Bono         | Plaats: Ibadan, Nigeria Stadion: Liberty Stadium Toeschouwers: 20.056 Scheidsrechter: Louis de Gonzague Atangana (CMR) |

|                  |                   |       |               | |
| 15 augustus 1972 | Congo-Brazzaville | 1 – 1 | Nigeria       | Plaats: Brazzaville, Congo Stadion: Stade de la Revolution Toeschouwers: 11.100 Scheidsrechter: Jules Onwanlele (GAB) |
| 15 augustus 1972 | Minga 88'         |       | 28' Oyarekhua | Plaats: Brazzaville, Congo Stadion: Stade de la Revolution Toeschouwers: 11.100 Scheidsrechter: Jules Onwanlele (GAB) |

Nigeria won met 3–2 over twee wedstrijden en plaatst zich voor de tweede ronde.
|              |         |                                                  |       | |
| 18 juni 1972 | Dahomey | 0 – 5                                            | Ghana | Plaats: Cotonou, Dahomey Stadion: Stade de l'Amitié Toeschouwers: 10.150 Scheidsrechter: T. Attiogbe (TOG) |
| 18 juni 1972 |         | 21' Sunday 26' Owusu 40' Ghartey 65', 75' Gariba |       | Plaats: Cotonou, Dahomey Stadion: Stade de l'Amitié Toeschouwers: 10.150 Scheidsrechter: T. Attiogbe (TOG) |

|             |                                                     |       |         | |
| 2 juli 1972 | Ghana                                               | 5 – 1 | Dahomey | Plaats: Kumasi, Ghana Stadion: Kumasi Sports Stadium Toeschouwers: 8.700 Scheidsrechter: Poll Koudou (CIV) |
| 2 juli 1972 | Kofi 20', 44' Sunday 64' Owusu 66' Odame 72' (pen.) |       | Kamilou | Plaats: Kumasi, Ghana Stadion: Kumasi Sports Stadium Toeschouwers: 8.700 Scheidsrechter: Poll Koudou (CIV) |

Ghana won met 10–1 over twee wedstrijden en plaatst zich voor de tweede ronde.
|             |      |       |       | |
| 6 juni 1972 | Togo | 0 – 0 | Zaïre | Plaats: Lomé, Togo Stadion: Stade Général Eyadema Toeschouwers: 5.719 Scheidsrechter: Sunny Olufemi Woghiren (NGR) |
| 6 juni 1972 |      |       |       | Plaats: Lomé, Togo Stadion: Stade Général Eyadema Toeschouwers: 5.719 Scheidsrechter: Sunny Olufemi Woghiren (NGR) |

|              |                                      |       |      | |
| 20 juni 1972 | Zaïre                                | 4 – 0 | Togo | Plaats: Kinshasa, Zaïre Stadion: Stade Tata Raphaël Toeschouwers: 24.025 Scheidsrechter: Stanislas Kamdem (CMR) |
| 20 juni 1972 | Kembo 27' N'Tumba 37', 73' Etepé 79' |       |      | Plaats: Kinshasa, Zaïre Stadion: Stade Tata Raphaël Toeschouwers: 24.025 Scheidsrechter: Stanislas Kamdem (CMR) |

Zaïre won met 4–0 over twee wedstrijden en plaatst zich voor de tweede ronde.
|  |           |                |            |  |
|  | Mauritius | w/o            | Madagaskar |  |
|  |           | teruggetrokken |            |  |

Madagaskar trok zich terug, dus Mauritius plaatste zich voor de tweede ronde.
|  |          |                |       |  |
|  | Kameroen | w/o            | Gabon |  |
|  |          | teruggetrokken |       |  |

Gabon trok zich terug, dus Kameroen plaatste zich voor de tweede ronde.

### Tweede ronde
|                  |                |       |             | |
| 11 februari 1973 | Guinee         | 1 – 1 | Marokko     | Plaats: Conakry, Guinee Stadion: Stade du 28 Septembre Toeschouwers: 2.200 Scheidsrechter: Pierre Mutombo (ZAI) |
| 11 februari 1973 | Souleymane 38' |       | 22' Choukri | Plaats: Conakry, Guinee Stadion: Stade du 28 Septembre Toeschouwers: 2.200 Scheidsrechter: Pierre Mutombo (ZAI) |

|                  |                |       |        | |
| 25 februari 1973 | Marokko        | 2 – 0 | Guinee | Plaats: Tétouan, Marokko Stadion: Stade Saniat Rmel Toeschouwers: 13.122 Scheidsrechter: Marcel Edgar Bertin (LBR) |
| 25 februari 1973 | Faras 60', 68' |       |        | Plaats: Tétouan, Marokko Stadion: Stade Saniat Rmel Toeschouwers: 13.122 Scheidsrechter: Marcel Edgar Bertin (LBR) |

Marokko won met 3–1 over twee wedstrijden en plaatst zich voor de derde ronde.
|                  |                   |       |            | |
| 11 februari 1973 | Tunesië           | 1 – 1 | Ivoorkust  | Plaats: Tunis, Tunesië Stadion: Stade El Menzah Toeschouwers: 15.282 Scheidsrechter: Salem Mohamed Adal (LBY) |
| 11 februari 1973 | Habita 48' (pen.) |       | 17' Kouamé | Plaats: Tunis, Tunesië Stadion: Stade El Menzah Toeschouwers: 15.282 Scheidsrechter: Salem Mohamed Adal (LBY) |

|                  |                           |       |             | |
| 25 februari 1973 | Ivoorkust                 | 2 – 1 | Tunesië     | Plaats: Abidjan, Ivoorkust Stadion: Stade Félix Houphouët-Boigny Toeschouwers: 52.586 Scheidsrechter: Major George Lamptey (GHA) |
| 25 februari 1973 | N'Guessan 44', 85' (pen.) |       | 15' Adhouma | Plaats: Abidjan, Ivoorkust Stadion: Stade Félix Houphouët-Boigny Toeschouwers: 52.586 Scheidsrechter: Major George Lamptey (GHA) |

Ivoorkust won met 2–1 over twee wedstrijden en plaatst zich voor de derde ronde.
|                  |            |       |                            | |
| 10 december 1972 | Mauritius  | 1 – 3 | Kenia                      | Plaats: Curepipe, Mauritius Stadion: Stade George V Toeschouwers: 13.500 Scheidsrechter: David Morton Galloway (ZAM) |
| 10 december 1972 | Imbert 37' |       | 42', 84' W. Ouma 82' Shore | Plaats: Curepipe, Mauritius Stadion: Stade George V Toeschouwers: 13.500 Scheidsrechter: David Morton Galloway (ZAM) |

|                  |                  |       |                         | |
| 17 december 1972 | Kenia            | 2 – 2 | Mauritius               | Plaats: Nairobi, Kenia Stadion: Nairobi Citystadion Toeschouwers: 5.560 Scheidsrechter: Williams Ngaah (KEN) |
| 17 december 1972 | W. Ouma 56', 65' |       | 17' Jackaria 42' Imbert | Plaats: Nairobi, Kenia Stadion: Nairobi Citystadion Toeschouwers: 5.560 Scheidsrechter: Williams Ngaah (KEN) |

Kenia won met 5–3 over twee wedstrijden en plaatst zich voor de derde ronde.
|              |          |       |        | |
| 1 april 1973 | Ethiopië | 0 – 0 | Zambia | Plaats: Addis Abeba, Ethiopië Stadion: Haile Selassie Stadium Toeschouwers: 12.708 Scheidsrechter: Mahmoud Moustapha Kamel (EGY) |
| 1 april 1973 |          |       |        | Plaats: Addis Abeba, Ethiopië Stadion: Haile Selassie Stadium Toeschouwers: 12.708 Scheidsrechter: Mahmoud Moustapha Kamel (EGY) |

|               |                                                          |       |                               | |
| 15 april 1973 | Zambia                                                   | 4 – 2 | Ethiopië                      | Plaats: Lusaka, Zambia Stadion: 7 april Stadium Toeschouwers: 20.015 Scheidsrechter: Ahmed Gindil Salih (SUD) |
| 15 april 1973 | Mugala 47' Simutowe 62' (pen.) Simwala 71' Mapulanga 83' |       | 43' Ingdawerk 79' (pen.) Teka | Plaats: Lusaka, Zambia Stadion: 7 april Stadium Toeschouwers: 20.015 Scheidsrechter: Ahmed Gindil Salih (SUD) |

Zambia won met 4–2 over twee wedstrijden en plaatst zich voor de derde ronde.
|                  |                                |                                |                                  | |
| 10 februari 1973 | Nigeria Olayombo 15' Mambo 23' | 0 – 2 reglementair (2 – 3 85') | Ghana 18' (pen.), 55', 82' Owusu | Plaats: Lagos, Nigeria Stadion: Surulerestadion Toeschouwers: 31.362 Scheidsrechter: Paul Nkounkou (CGO) |
| 10 februari 1973 |                                |                                |                                  | Plaats: Lagos, Nigeria Stadion: Surulerestadion Toeschouwers: 31.362 Scheidsrechter: Paul Nkounkou (CGO) |

|                  |       |       |         | |
| 25 februari 1973 | Ghana | 0 – 0 | Nigeria | Plaats: Accra, Ghana Stadion: Accra Sports Stadium Toeschouwers: 40.000 Scheidsrechter: Moustapha N'Gom (SEN) |
| 25 februari 1973 |       |       |         | Plaats: Accra, Ghana Stadion: Accra Sports Stadium Toeschouwers: 40.000 Scheidsrechter: Moustapha N'Gom (SEN) |

Ghana won met 2–0 over twee wedstrijden en plaatst zich voor de derde ronde.
|                 |          |            |       | |
| 4 februari 1973 | Kameroen | 0 – 1      | Zaïre | Plaats: Douala, Kameroen Stadion: Stade de la Réunification Toeschouwers: 21.752 Scheidsrechter: Moise Kante Kangni (Dahomey) |
| 4 februari 1973 |          | 2' N'Tumba |       | Plaats: Douala, Kameroen Stadion: Stade de la Réunification Toeschouwers: 21.752 Scheidsrechter: Moise Kante Kangni (Dahomey) |

|                  |       |            |          | |
| 25 februari 1973 | Zaïre | 0 – 1      | Kameroen | Plaats: Kinshasa, Zaïre Stadion: Stade du 20 Mai Toeschouwers: 46.916 Scheidsrechter: Francis Wolbert Anguiley (GAB) |
| 25 februari 1973 |       | 43' Ndongo |          | Plaats: Kinshasa, Zaïre Stadion: Stade du 20 Mai Toeschouwers: 46.916 Scheidsrechter: Francis Wolbert Anguiley (GAB) |

De stand was na twee wedstrijden gelijk (1–1), dus werd er een extra play-off gespeeld.
|                  |                              |       |          | |
| 27 februari 1973 | Zaïre                        | 2 – 0 | Kameroen | Plaats: Kinshasa, Zaïre Stadion: Stade du 20 Mai Toeschouwers: 16.271 Scheidsrechter: Francis Wolbert Anguiley (GAB) |
| 27 februari 1973 | Etepé 3' Tshinabu 88' (pen.) |       |          | Plaats: Kinshasa, Zaïre Stadion: Stade du 20 Mai Toeschouwers: 16.271 Scheidsrechter: Francis Wolbert Anguiley (GAB) |

Zaïre plaatst zich voor de derde ronde.

### Derde ronde
|             |             |       |           | |
| 20 mei 1973 | Ivoorkust   | 1 – 1 | Marokko   | Plaats: Abidjan, Ivoorkust Stadion: Stade Félix Houphouët-Boigny Toeschouwers: 25.000 Scheidsrechter: Badara N'Diaye (SEN) |
| 20 mei 1973 | Kobinam 75' |       | 30' Acila | Plaats: Abidjan, Ivoorkust Stadion: Stade Félix Houphouët-Boigny Toeschouwers: 25.000 Scheidsrechter: Badara N'Diaye (SEN) |

|             |                                       |       |           | |
| 3 juni 1973 | Marokko                               | 4 – 1 | Ivoorkust | Plaats: Tétouan, Marokko Stadion: Stade Saniat Rmel Toeschouwers: 11.000 Scheidsrechter: Ahmed Khelifi (ALG) |
| 3 juni 1973 | Faras 24', 34' Fetoui 60' Choukri 85' |       | 61' Pokou | Plaats: Tétouan, Marokko Stadion: Stade Saniat Rmel Toeschouwers: 11.000 Scheidsrechter: Ahmed Khelifi (ALG) |

Marokko won met 5–2 over twee wedstrijden en plaatst zich voor de finaleronde.
|                  |                          |       |       | |
| 12 augustus 1973 | Zambia                   | 2 – 0 | Kenia | Plaats: Ndola, Zambia Stadion: 7 april Stadium Toeschouwers: 17.960 Scheidsrechter: Gratian Hemans Matovu (TAN) |
| 12 augustus 1973 | Chanda 34' Sinyangwe 72' |       |       | Plaats: Ndola, Zambia Stadion: 7 april Stadium Toeschouwers: 17.960 Scheidsrechter: Gratian Hemans Matovu (TAN) |

|                  |                         |       |                | |
| 19 augustus 1973 | Kenia                   | 2 – 2 | Zambia         | Plaats: Nairobi, Kenia Stadion: Nairobi Citystadion Toeschouwers: 7.435 Scheidsrechter: Farah Weheliye Addo (SOM) |
| 19 augustus 1973 | W. Ouma 65' P. Ouma 70' |       | Simwala Kaushi | Plaats: Nairobi, Kenia Stadion: Nairobi Citystadion Toeschouwers: 7.435 Scheidsrechter: Farah Weheliye Addo (SOM) |

Zambia won met 4–2 over twee wedstrijden en plaatst zich voor de finaleronde.
|                 |                  |       |       | |
| 5 augustus 1973 | Ghana            | 1 – 0 | Zaïre | Plaats: Accra, Ghana Stadion: Accra Sports Stadium Toeschouwers: 30.000 Scheidsrechter: Gebreyesus Tesfaye (ETH) |
| 5 augustus 1973 | Armah 35' (pen.) |       |       | Plaats: Accra, Ghana Stadion: Accra Sports Stadium Toeschouwers: 30.000 Scheidsrechter: Gebreyesus Tesfaye (ETH) |

|                  |                                               |       |         | |
| 19 augustus 1973 | Zaïre                                         | 4 – 1 | Ghana   | Plaats: Kinshasa, Zaïre Stadion: Stade du 20 Mai Toeschouwers: 80.869 Scheidsrechter: Marc-Emile N'Difo (CMR) |
| 19 augustus 1973 | Kembo 10', 65' Mafuila 89' (pen.) N'Tumba 90' |       | 51' Sam | Plaats: Kinshasa, Zaïre Stadion: Stade du 20 Mai Toeschouwers: 80.869 Scheidsrechter: Marc-Emile N'Difo (CMR) |

Zaïre won met 4–2 over twee wedstrijden en plaatst zich voor de finaleronde.

### Finale
De finalepoule werd een triomftocht voor Zaïre, het won beide wedstrijden van Zambia en na een 3-0 zege op Marokko was plaatsing een feit geworden. Zaïre werd het eerste land uit "Donker Afrika", dat zich plaatste voor het WK. Alle spelers kregen als beloning een dure auto van Mobutu Sese Seko.
| Pos | Land    | Wed | Win | Gel | Ver | DV | DT | +/− | Pnt |
| --- | ------- | --- | --- | --- | --- | -- | -- | --- | --- |
| 1.  | Zaïre   | 4   | 4   | 0   | 0   | 9  | 1  | +8  | 8   |
| 2.  | Zambia  | 4   | 1   | 0   | 3   | 5  | 6  | –1  | 2   |
| 3.  | Marokko | 4   | 1   | 0   | 3   | 2  | 9  | –7  | 2   |

|                 |                                           |       |         | |
| 21 oktober 1973 | Zambia                                    | 4 – 0 | Marokko | Plaats: Lusaka, Zambia Stadion: 7 april Stadium Toeschouwers: 37.239 Scheidsrechter: Gebreyesus Tesfaye (ETH) |
| 21 oktober 1973 | Sinyangwe 17', 90' Simwala 43' Chanda 61' |       |         | Plaats: Lusaka, Zambia Stadion: 7 april Stadium Toeschouwers: 37.239 Scheidsrechter: Gebreyesus Tesfaye (ETH) |

|                 |        |                    |       | |
| 4 november 1973 | Zambia | 0 – 2              | Zaïre | Plaats: Lusaka, Zambia Stadion: 7 april Stadium Toeschouwers: 33.793 Scheidsrechter: Farah Weheliye Addo (SOM) |
| 4 november 1973 |        | 22' Maku 33' Etepé |       | Plaats: Lusaka, Zambia Stadion: 7 april Stadium Toeschouwers: 33.793 Scheidsrechter: Farah Weheliye Addo (SOM) |

|                  |                     |       |            | |
| 18 november 1973 | Zaïre               | 2 – 1 | Zambia     | Stadion: Kinshasa, Zaïre Stadion: Stade du 20 Mai Toeschouwers: 6.050 Scheidsrechter: Badara N'Diaye (SEN) |
| 18 november 1973 | Kembo 32' Etepé 82' |       | Kapita 33' | Stadion: Kinshasa, Zaïre Stadion: Stade du 20 Mai Toeschouwers: 6.050 Scheidsrechter: Badara N'Diaye (SEN) |

|                  |                        |       |        | |
| 25 november 1973 | Marokko                | 2 – 0 | Zambia | Plaats: Tétouan, Marokko Stadion: Stade Saniat Rmel Toeschouwers: 5.456 Scheidsrechter: Mohamed Diab Al-Attar (EGY) |
| 25 november 1973 | Maghfour 14' Faras 70' |       |        | Plaats: Tétouan, Marokko Stadion: Stade Saniat Rmel Toeschouwers: 5.456 Scheidsrechter: Mohamed Diab Al-Attar (EGY) |

|                 |                          |       |         | |
| 9 december 1973 | Zaïre                    | 3 – 0 | Marokko | Plaats: Kinshasa, Zaïre Stadion: Stade du 20 Mai Toeschouwers: 70.000 Scheidsrechter: Major George Lamptey (GHA) |
| 9 december 1973 | Kembo 58', 61' Ekofo 79' |       |         | Plaats: Kinshasa, Zaïre Stadion: Stade du 20 Mai Toeschouwers: 70.000 Scheidsrechter: Major George Lamptey (GHA) |

|                  |         |             |       |  |
| 23 december 1973 | Marokko | 0 – 2 (w/o) | Zaïre |  |
| 23 december 1973 |         |             |       |  |